# Ożota
Ożota (Linosyris) – rodzaj roślin wyróżniany w niektórych ujęciach systematycznych w obrębie rodziny astrowatych. Współcześnie klasyfikowany do rodzaju Galatella (Galatella sect. Linosyris (Rchb. f.) Tzvelev), rzadziej do rodzaju aster Aster mającego w takim ujęciu szeroki i polifiletyczny charakter. 

## Systematyka
Według aktualnych ujęć taksonomicznych rodzaj ten nie jest wyróżniany, lecz uznawany jest za sekcję w obrębie rodzaju Galatella (Galatella sect. Linosyris (Rchb. f.) Tzvelev). 
Gatunki flory Polski
W krytycznej liście roślin naczyniowych Polski rodzaj Linosyris jest wyodrębniany i reprezentowany w polskiej florze przez gatunek
- ożota zwyczajna Linosyris vulgaris Cass. ≡ Galatella linosyris (L.) Rchb.f.